# Yumeko Aizome
Yumeko Aizome (逢初 夢子 Aizome Yumeko, ur. 25 grudnia 1915 w Inawashiro, zm. 2002) – japońska aktorka.

## Wybrana Filmografia
- 1932: Amerika Koro
- 1932: Mushibameru haru – Kumiko
- 1933: Kobieta z Obławy – Misako
- 1934: Sąsiadka Yae- Chan – Musume – Yaeko
- 1934: Kekkon kofun-ki
- 1939: Subakuru Onna – Yukiko Tachibana
- 1953: Ponieważ Kocham
- 1953: Kaiketsu Murasaki-zukin: Sôshûban
- 1965: Kiri no Hata